# Tarzan and the Foreign Legion
Tarzan and the Foreign Legion (Tarzan e a Legião Estrangeira (título em Portugal) ) é um romance de autoria do escritor norte-americano Edgar Rice Burroughs. Publicado em 1946, é o vigésimo-segundo de uma série de vinte e quatro livros sobre o personagem Tarzan.
Apesar de editado antes de Tarzan and the Madman e Tarzan and the Castaways, as aventuras finais do homem-Macaco, Tarzan and the Foreign Legion foi o último livro que Burroughs escreveu sobre o herói. Foi também o último livro publicado durante sua vida.
A obra permanece inédita no Brasil.

## Resumo
O Coronel John Clayton, da RAF, é parte da equipagem de um avião da Força Aérea dos Estados Unidos que, durante a Segunda Guerra Mundial, faz um voo de reconhecimento na Sumatra. Abatida pelos japoneses, a aeronave vai ao solo. Conseguem sobreviver o próprio coronel, o piloto Capitão Jerry Lucas e os sargentos Joe "Datbum" Bubonovitch e Tony "Shrimp" Rosetti.
Clayton deixa o uniforme em favor da tanga e da faca, e assim todos descobrem sua verdadeira identidade, ainda que Shrimp, a princípio, o confunda metalinguisticamente com Johnny Weissmuller. Eles acabam por resgatar Corrie van der Meer, uma holandesa cativa, e planejam chegar à costa, construir uma balsa, e velejar até a Austrália.
A expedição, aumentada por guerrilheiros chineses, holandeses e eurasianos, recebe o apelido de Legião Estrangeira. Enquanto abre caminho para o sul, o grupo organiza sangrentas escaramuças contra inimigos japoneses, colaboradores nativos, e holandeses fugidos da prisão.
Tarzan enfrenta vários animais:  orangotango, tigre, rinoceronte e um tubarão. Nos confins da Sumatra, ele também descobre uma tribo perdida de pigmeus.

## História editorial
O texto foi escrito de 10 de junho a 11 de setembro de 1944.
A primeira edição em livro (capa dura) saiu pela Edgar Rice Burroughs em 27 de agosto de 1946, com sobrecapa e cinco ilustrações internas assinadas por John Coleman Burroughs, filho do autor.
O romance foi publicado em Portugal pela Portugal Press, de Lisboa. Essa editora lançou todos os livros do rei das selvas naquele país.
- A narrativa nunca foi publicada em revistas pulp, ao contrário das outras aventuras de Tarzan, que apareciam em periódicos como Argosy, All-Story Weekly e Blue Book, antes mesmo da publicação em livro.[1]

## Adaptações

### Quadrinhos
A primeira quadrinização, com desenhos de Paul Norris e roteiro de Gaylord Dubois, foi publicada pela Gold Key Comics nos números de junho e julho de 1970 de Tarzan of the Apes. O romance nunca foi adaptado para tiras diárias.